# خودآگاهی (روان‌شناسی)

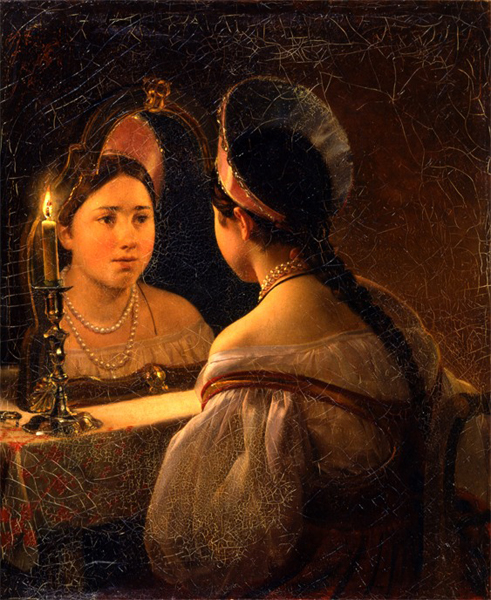
سوتلانا خود را در آینه می‌بیند (نقاشی کارل بریولوف، ۱۸۳۶)

خودآگاهی (انگلیسی: Self-consciousness) به حس شدت‌یافته خویشتن‌آگاهی گفته می‌شود. این حس اشتغال خاطر در مورد خود است که مغایر با حالت فلسفی خویشتن‌آگاهی‌ست که آگاهی از این است که شخص به عنوان موجودی مستقل وجود دارد؛ گرچه، این دو اصطلاح عموماً به‌جای یکدیگر یا به شکل مترادف استفاده می‌شوند. حس ناخوشایند خودآگاهی ممکن است وقتی که فردی متوجه می‌شود دیگران به او نگاه می‌کنند، رخ دهد؛ این حس که «همه دارند نگاه می‌کنند» به او. برخی افراد از روی عادت، بیشتر از دیگران خودآگاه هستند. احساسات ناخوشایند خودآگاهی گاهی با خجالت یا پارانویا وابسته هستند.
از مخالفان قابل توجه خودآگاهی می‌توان توماس کارلایل را نام برد.